# 酸化タリウム(I)
酸化タリウム(I)はタリウムと酸素からなる無機化合物。化学式はTl2Oでタリウムの酸化数は+1である。黒色で水に溶けると水酸化タリウム(I)(TlOH)の塩基性で黄色の溶液を生成する。空気がない中で固体TlOHまたはTl2CO3を加熱することで形成される。特殊な高い屈折率を持つガラスを作るために使われる。いくつかの高温超伝導体の成分である。酸と反応してタリウム塩(I)を生じる。
Tl2Oは固体状態で反ヨウ化カドミウム構造をとる。このようにTl(I)中心はピラミッド型であり、酸化物中心は八面体型になる。
全てのタリウム化合物と同様非常に毒性が高い。